# Niels Stensen
Niels Stensen (llatinitzat Nicolaus Steno; Copenhaguen, 1r o 10 de gener de 1638 - Schwerin, 25 de novembre de 1686) va ser un científic danès pioner en anatomia i geologia. Ja el 1659 va decidir no creure qualsevol cosa pel sol fet d'estar escrita en un llibre, i intentar resoldre-la mitjançant la seva pròpia recerca. Considerat el pare de l'estratigrafia, va morir mentre era bisbe missioner. És venerat com a beat per l'Església Catòlica.

## Orígens
Fill d'un pastor luterà, va néixer a l'hivern de 1638 a Copenhaguen. El seu nom era Niels Stensen, però anys més tard, en la Universitat va seguir el costum habitual de llatinitzar el seu nom: Nicolaus Steno. Sota aquest nom va publicar els seus treballs científics, encara que va signar la seva correspondència en francès com a Nicolas Sténon, i la italiana com a Niccolò Stenone. La seva infància va ser la d'un nen malaltís, aïllat dels altres nens, que va passar gran part del seu temps escoltant les discussions religioses dels majors. Després d'uns anys d'educació clàssica dirigida pel poeta i llatinista Ole Borch, de qui va aprendre a expressar-se fluidament en llatí, al novembre de 1656, als divuit anys, Steno va entrar en la Universitat de Copenhaguen per a estudiar medicina. Uns pocs mesos després, Dinamarca estava en guerra i Copenhaguen assetjada per l'exèrcit suec, de manera que els seus estudis es van desenvolupar de forma erràtica. El seu preceptor va ser Thomas Bartholin, anatomista famós per haver descobert els vasos limfàtics. En aquella època, l'anatomia era una ciència prestigiosa: els detalls de l'anatomia humana eren tan nous i excitants com pugui ser avui la seqüenciació del genoma humà, així que Thomas Bartholin va ser la persona que va llançar a Steno cap a la seva primera carrera científica: l'anatomia.

## Descobriment de la glàndula paròtide
La caòtica situació de Copenhague va impedir a Steno obtenir un títol, així que en 1659 va aconseguir ajuda econòmica i una carta de recomanació de Thomas Bartholin, i va partir cap al nord d'Alemanya i Holanda, on durant diversos mesos es va dedicar a visitar a distints científics, fins a recalar a Amsterdam on es va allotjar durant tres mesos a casa de Gerard Blaes, metge de la ciutat, professor d'anatomia i amic de Bartholin.
Una tarda Steno va comprar un cap d'anyell i el va dur al laboratori de Blaes per intentar dissecar el cervell. Primer es va dedicar a investigar els vasos, introduint una sonda a través d'ells. D'improvís va notar que la punta de la sonda es movia lliurement en una cavitat i dringuejava contra les dents. Sorprès, va avisar a Blaes, qui no va donar importància a la troballa, atribuint-lo a una falsa via. Steno va buscar referències en els llibres de Blaes, i no va trobar cap referència a aquest conducte tan fi. Uns dies més tard Steno es va traslladar a la Universitat de Leiden per continuar els seus estudis. Allà va repetir la dissecció, ensenyant el conducte als seus professors, qui van confirmar que es tractava d'una troballa nova. Fins a aquest moment la funció de la glàndula paròtide era desconeguda. La Universitat va fer una presentació pública del descobriment, anomenant al conducte ductus Stenonianus.
A Amsterdam, Blaes va acusar Steno d'haver-li robat la troballa, i va llançar una campanya contra ell que es va escoltar fins a Itàlia. En altres moments de la seva vida Steno evitarà qualsevol disputa d'aquest tipus, però en aquesta ocasió va decidir lluitar pel seu prestigi. Per sort per a ell, Blaes va realitzar una publicació de la seva troballa plena d'inexactituds anatòmiques que Steno va poder desemmascarar a la taula de dissecció. Amb la finalitat de resoldre l'assumpte, durant l'any següent Steno es va dedicar molt activament a la investigació anatòmica fins a redactar un manuscrit que descrivia en detall totes les glàndules del cap, fent, per exemple, per primera vegada la descripció completa de l'aparell lacrimal. Els seus treballs sobre els músculs són cabdals: funció dels intercostals (levatores costarum), condició muscular de la llengua i del cor (cor vero musculus est), estructura fibril·lar de les masses musculars, etc.
Fonamentant-se en experiments fisiològics, la seva mentalitat cartesiana li duu a expressar geomètricament els mecanismes del moviment muscular voluntari; però va menysprear l'ús del microscopi, fet que hagués aclarit la seva teoria.
Torna a la seva pàtria en 1664, i, al negar-se-li una merescuda càtedra, es va traslladar a París, allotjant-se a casa del científic Melchisédech Thévenot. A l'hivern de 1665 va presentar el seu "Discurs sobre l'anatomia del cervell", que reflectia, més que una lliçó d'anatomia, un manifest sobre la seva filosofia de la ciència. Va començar la seva locució amb la següent declaració de principis: "En lloc de prometre'ls satisfer el seu interès sobre l'anatomia del cervell, els confesso aquí, honesta i francament, que no en sé gens sobre ella". No era falsa modèstia, havia arribat a la conclusió que tot l'escrit prèviament sobre el cervell era tan inexacte i contradictori que era millor admetre ignorància i començar a poc a poc des del principi.
Una altra de les seves polèmiques d'aquella època va anar a propòsit de René Descartes. Encara que aquest havia mort feia quinze anys, el seu llibre pòstum "Sobre l'home" acabava de ser reimprès en francès. Seguint la filosofia mecanicista argumentava que el cos humà era una màquina simple els processos de la qual i accions podien explicar-se completament segons principis mecànics, i declarava que la glàndula pineal era el centre que, sota l'adreça de l'ànima, girava movent les cordes que controlaven tot l'organisme. Steno va demostrar en dissecció pública que la glàndula pineal era immòbil, i estava adherida als teixits perifèrics. Els seguidors de Descartes es van negar a acceptar l'evidència. Tot i aquesta discussió, Steno aprovava la filosofia cartesiana. Sobre aquest cas va deixar escrit: «No retrec a Descartes pel seu mètode, sinó precisament per ignorar-lo ell mateix».

## Ciència basada en l'observació
Tot i el seu doctorat a Leiden, i que la seva fama com anatomista havia crescut a tot Europa, Stensen no estava interessat a practicar la medicina, ja que havia arribat a la conclusió que la majoria dels tractaments tradicionals eren pitjor que inútils. Després d'un any a París, a la tardor de 1665 va decidir unir-se al grup de científics, que protegits pel Gran Duc Ferran II de Mèdici formaven a Florència la Academia del Cimento (Acadèmia d'Experiments), la primera institució acadèmica en el món dedicada a la ciència experimental. Per a Stensen era el lloc perfecte: els cossos per a dissecció procedents de la forca o de l'hospital estaven a la seva disposició, així com una gran varietat d'animals.
No obstant això, als pocs mesos d'estar a Florència, quan Stensen es trobava treballant en una teoria de la contracció muscular, va ocórrer un fet que va canviar la direcció dels seus interessos científics. A l'octubre de 1666 pescadors de la costa toscana capturaren un tauró gegant, i el duc Ferran II va triar Stensen per a realitzar una dissecció de l'animal.
Des de la seva època d'estudiant a Copenhaguen, Stensen havia estat interessat en la naturalesa dels fòssils. El seu tutor, Bartholin, havia realitzat un estudi al voltant les propietats curatives d'unes pedres abundants en les conques mediterrànies anomenades glossopetrae, i posseïa una col·lecció d'aquests i altres fòssils recol·lectats per ell mateix en l'illa de Malta. Probablement, Stensen havia llegit l'estudi publicat un segle abans per un metge de Montpeller anomenat Guillaume Rondelet, que deia que les dents dels taurons grans eren exactament iguals a les glossopetrae. Així que en l'informe que va realitzar sobre la dissecció del tauró va afegir una digressió sobre l'origen de les glossopetrae i altres fòssils, en el qual, d'una manera cautelosa deia que "aquells que adopten la posició que les glossopetrae són dents de tauró petrificades, poden estar ben a prop de la veritat". A més per a Stensen aquesta qüestió era només una part del problema general de les conquilles marines fòssils i altres cossos marins excavats en la terra en llocs allunyats del mar, fins i tot en les muntanyes. Per a Stensen la forma inalterada de les conquilles fòssils demostrava que quan van quedar enterrades la roca que les contenia encara no era sòlida. Aquestes roques havien d'haver estat originalment un sediment tou deixat per l'aigua d'un mar que hagués cobert abans aquesta terra. Els fòssils haurien estat parts dures de criatures que havien viscut en aquestes aigües. Altra vegada de manera molt previnguda per a no atreure's enemics diu en el seu escrit: "si algú pogués pensar que algunes parts del sòl d'aquells llocs en els quals aquests fòssils han estat excavats, han canviat la seva situació en algun moment, no se li podria imputar que pensi gens contrari a la raó i l'experiència".
Aquestes idees xocaven totalment amb els conceptes admesos en aquella època. Segons les interpretacions fetes de les Sagrades Escriptures el món havia restat inalterable des de la seva creació. Les muntanyes, els rius i els mars havien estat creats per Déu en la seva configuració actual, i fins i tot s'havia calculat la seva antiguitat en uns 6.000 anys. Aquest curt període no permetia pensar que haguessin ocorregut grans canvis, i a més la Bíblia descriu molts accidents geogràfics que no han canviat fins avui. L'existència de conquilles marines a les muntanyes era un problema difícil d'entendre. La majoria seguien la doctrina d'Aristòtil, segons el qual les conquilles marines creixien de manera espontània, tant en la terra seca com en el mar. Per a uns altres, les conquilles marines s'havien dipositat durant el diluvi universal. I encara per a uns altres, els fòssils eren pedres amb formes capritxoses col·locades per Déu per adornar la Terra.
Durant els dos anys següents a la dissecció del tauró, Stensen es va dedicar fonamentalment als estudis de camp, buscant estrats amb fòssils. No obstant això, no va abandonar completament els estudis anatòmics, i de fet, en aquest temps va realitzar un dels seus descobriments més importants: l'existència dels òvuls femenins. Fins a aquest moment els anatomistes havia cregut que els ovaris eren testicles degenerats.
Finalment, en 1668, Stensen va publicar la seva obra mestra De solgut intra solidum naturaliter content dissertationis prodromus per la qual és considerat el pare de la geologia. Fins a aquest moment la Terra no tenia història. A partir d'aquest moment l'edat de la Terra va començar a expandir-se fins a arribar als 4.600 milions d'anys considerats actualment. "De Solgut" va proposar uns principis Steno que avui són coneguts com els Principis de Stensen.
- Principi de superposició: existeixen capes de sediments de manera que la inferior va ser dipositada primer, i la superior l'última. És a dir, les capes de l'escorça terrestre contenen una narrativa.
- Principi de l'horitzontalitat original: no importa quin sigui l'orientació actual d'un estrat, va ser creat per un dipòsit d'aigua, i per tant, va anar originalment horitzontal.
- Principi de continuïtat lateral: l'aigua diposita sediments en una capa contínua que acaba solament en la vora de la seva conca. Per tant, capes de roques corresponents a banda i banda d'una vall van ser originalment una sola capa. En la part final del seu escrit, Stensen es preocupa que algú pugui pensar que les seves propostes són impies i tracta de conciliar-les amb les Sagrades Escriptures.

En cristal·lografia també duu el seu nom una llei sobre la constància d'angles interfacials.
Encara que els Principis de Stensen semblen de sentit comú, van ser rebutjats per la comunitat científica de l'època. Durant el segle xviii el llibre "De Solgut" va ser reimprès dues vegades a Itàlia, però els seus principis van ser ignorats fins que la Protogaea, de Leibniz, va veure la llum a mitjan segle recordant les idees de Stensen (a qui va llegir i va conèixer el 1678), sobre l'origen dels fòssils i dels estrats rocosos. Fins i tot per a Voltaire, el principi de la generació espontània de conquilles marines a les muntanyes, i la immutabilitat de la Terra des de la seva creació eren principis que no distorsionaven l'ordre racional del globus. A partir de finals del xviii el començament de la revolució industrial va conduir a un interès per localitzar les riqueses minerals i investigar els estrats rocosos, així que les raons econòmiques van acabar enterrant les barreres religioses o filosòfiques. Encara que no va ser fins a principis del segle xix que el Papa Pius VII va permetre als catòlics "entendre els dies de la creació com períodes indeterminats de temps en lloc de dies literals de 24 hores", aixecant així algunes objeccions religioses a les teories de l'evolució geològica de la Terra.
Cada vegada li atreia més la vida espiritual i l'afany de contribuir a soldar l'escissió dels cristians. Va efectuar alguns viatges científics més i va passar dos anys a Copenhague com a "Anatomicus regius", retornant després a Florència. La seva preocupació religiosa anirà in crescendo tota la seva vida, convertint-se en 1667 a la fe catòlica, i ordenant-se sacerdot en 1675. A partir d'aquesta data abandona completament la seva activitat científica i adopta una forma de vida ascètica, dedicant-se exclusivament a l'oració i a l'evangelització. Dos anys després va ser consagrat bisbe i enviat com vicari apostòlic a les ciutats hanseàtiques. Grans van ser els seus sofriments en aquell medi totalment luterà, en el qual es va fer valer pel seu prestigi científic i per la seva vida pobra i sacrificada.
Els últims anys de la seva vida viu en la més absoluta pobresa i auto-negació. En aquesta època coneix a Leibniz a Hannover, el qual estava enormement interessat en el potencial de la nova ciència creada per Steno, però aquest rebutja fins i tot parlar de ciència. Leibniz deplora la decisió de Stensen de canviar ciència per religió: "de ser un gran científic ha passat a ser un mediocre teòleg" va deixar escrit.
En 1686 va morir Stensen a Schwerin. El seu cos va ser traslladat a Florència a expenses del Duc de Mèdici. Des de llavors descansa a la basílica de Sant Llorenç, en una capella propera als famosos púlpits de Donatello, l'escalinata de Miquel Àngel i la sagristia de Brunelleschi. El 23 d'octubre de 1988, després d'un procés de 50 anys, fou beatificat davant 20.000 devots a la basílica de Sant Pere.
Hi ha dos gèneres de dofins que duen el seu nom: Steno i Stenella.

## Bibliografia

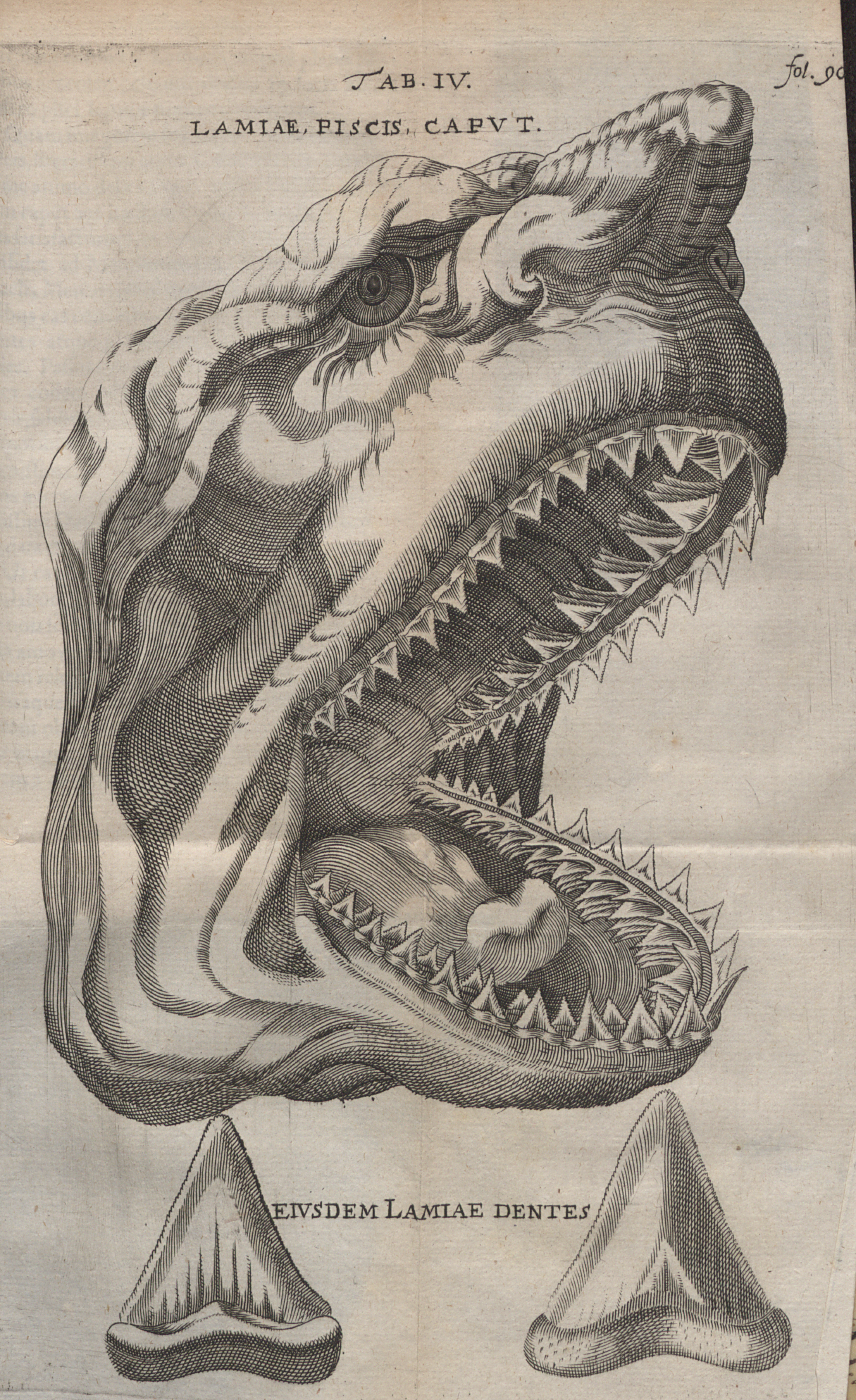
Elementorum myologiae specimen, 1669